# Maniok-Bisameibisch

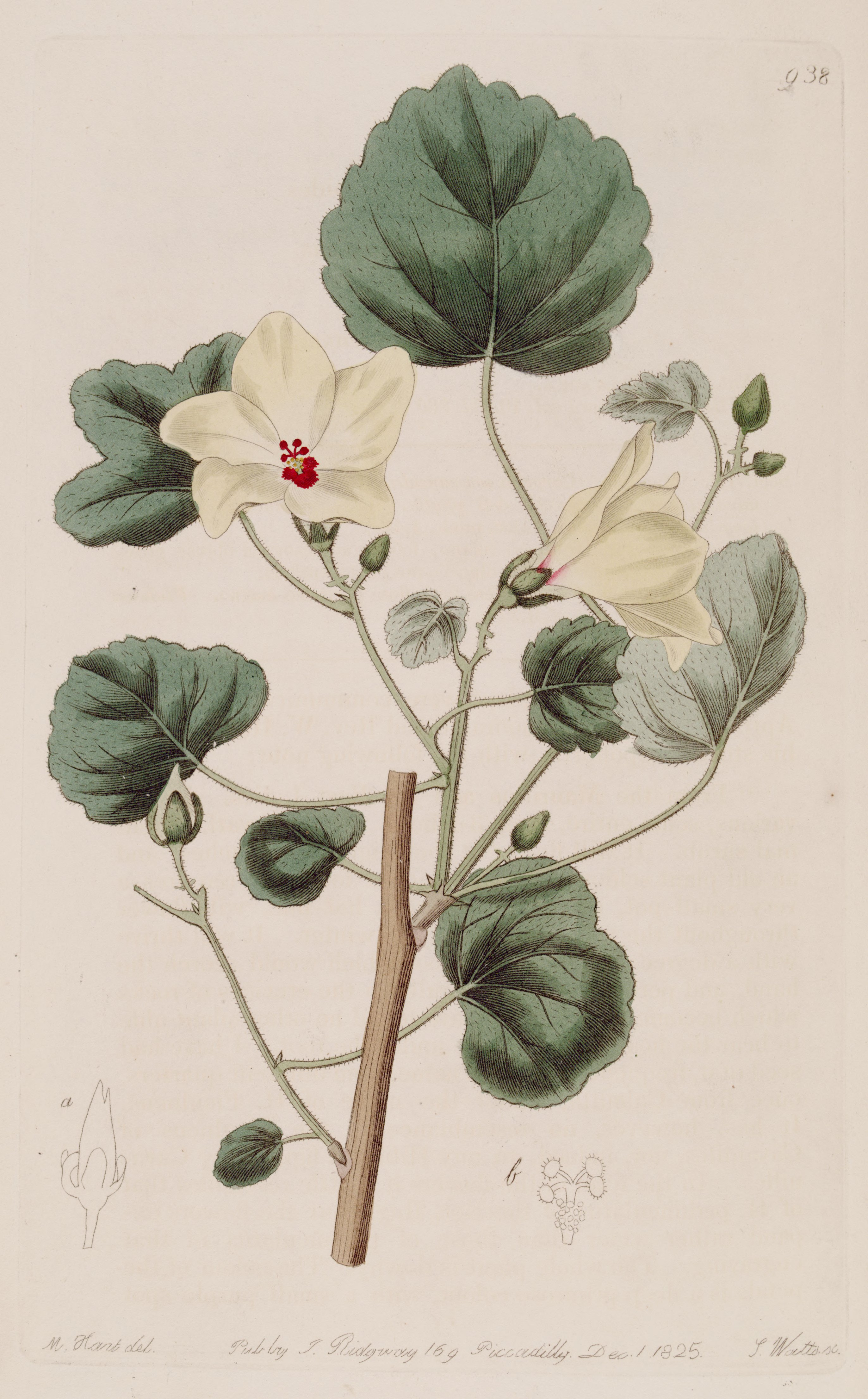
Illustration

Maniok-Bisameibisch (Abelmoschus manihot, Syn.: Hibiscus manihot) ist eine Pflanzenart aus der Familie der Malvengewächse. Sie stammt aus Ostasien und wird in Indien schon lange als Kulturpflanze angebaut. Der Artname bezieht sich auf die im Habitus ähnliche Pflanze Maniok (Manihot esculenta). In Europa kamen erstmals 1712 Pflanzen dieser Art in England zur Blüte.

## Beschreibung
Der Strauch erreicht Wuchshöhen von bis zu 2,50 Meter. Er bildet handförmige, fünf- bis neunzählige, gefingerte Blätter aus. Der Rand der Blätter ist grob gezähnt. Die gelben Blüten haben einen dunkellila Fleck in der Mitte und werden 10 bis 20 Zentimeter breit. Die 4 bis 6 (selten bis 8) Außenkelchblätter sind 15 bis 25 (selten bis 30) Millimeter lang und eiförmig bis länglich. Die Früchte sind eiförmig bis länglich, steifhaarig und 4 bis 8 Zentimeter lang.
Die Blütezeit reicht von Juli bis September.
Die Chromosomenzahl beträgt 2n = 130, seltener 40.

## Vorkommen
Maniok-Bisameibisch kommt in Südost-Asien an Flussufern und in Breitlaubwäldern in Höhenlagen von 600 bis 1800 Metern vor. Er hat ursprüngliche Vorkommen von Pakistan bis China, Indonesien, Neuguinea und Australien.

## Taxonomie und Systematik
Maniok-Bisameibisch wurde 1753 von Carl von Linné in Species Plantarum Band 2 Seite 696 als Hibiscus manihot erstbeschrieben. Die Art wurde 1787 von Friedrich Kasimir Medikus in Ueber einige künstliche Geschlecter aus der Malven-Familie... Seite 46 als Abelmoschus manihot (L.) Medik. in die Gattung Abelmoschus gestellt.
Man kann mehrere Unterarten und Varietäten unterscheiden:
- Abelmoschus manihot (L.) Medik. subsp. manihot: Sie kommt in Kultur vor.[3]
- Abelmoschus manihot (L.) Medik. subsp. tetraphyllus (Roxb. ex Hornem.) Borss. Waalk.:  Mit mehreren Varietäten, darunter:
  - Abelmoschus manihot (L.) Medik. subsp. tetraphyllus (Roxb. ex Hornem.) Borss. Waalk. var. megaspermus Hemadri: Sie kommt in Indien vor.[3]
  - Abelmoschus manihot (L.) Medik. subsp. tetraphyllus (Roxb. ex Hornem.) Borss. Waalk. var. pungens (Roxb.) Hochr.: Sie kommt in Pakistan, Indien, Bhutan, Nepal, Thailand, Myanmar, Indonesien, Malaysia, auf den Philippinen, in China und in Taiwan vor.[3]
- Abelmoschus manihot (L.) Medik. subsp. tetraphyllus (Roxb. ex Hornem.) Borss. Waalk. var. tetraphyllus (Roxb. ex Hornem.) Hochr.: Sie kommt in Indien, Indonesien, auf den Philippinen und in Papua-Neuguinea vor.[3]

## Bilder

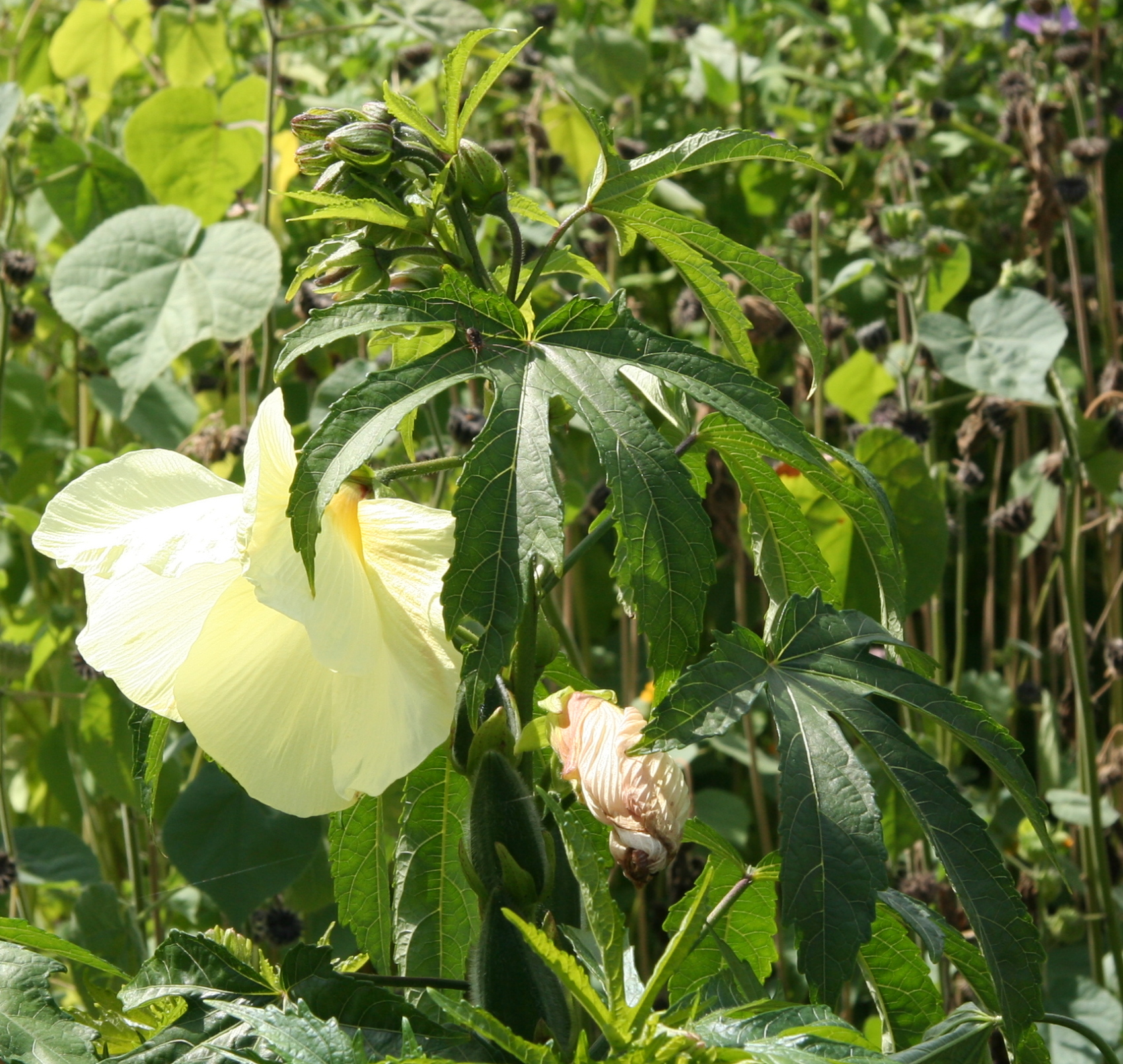
Habitus
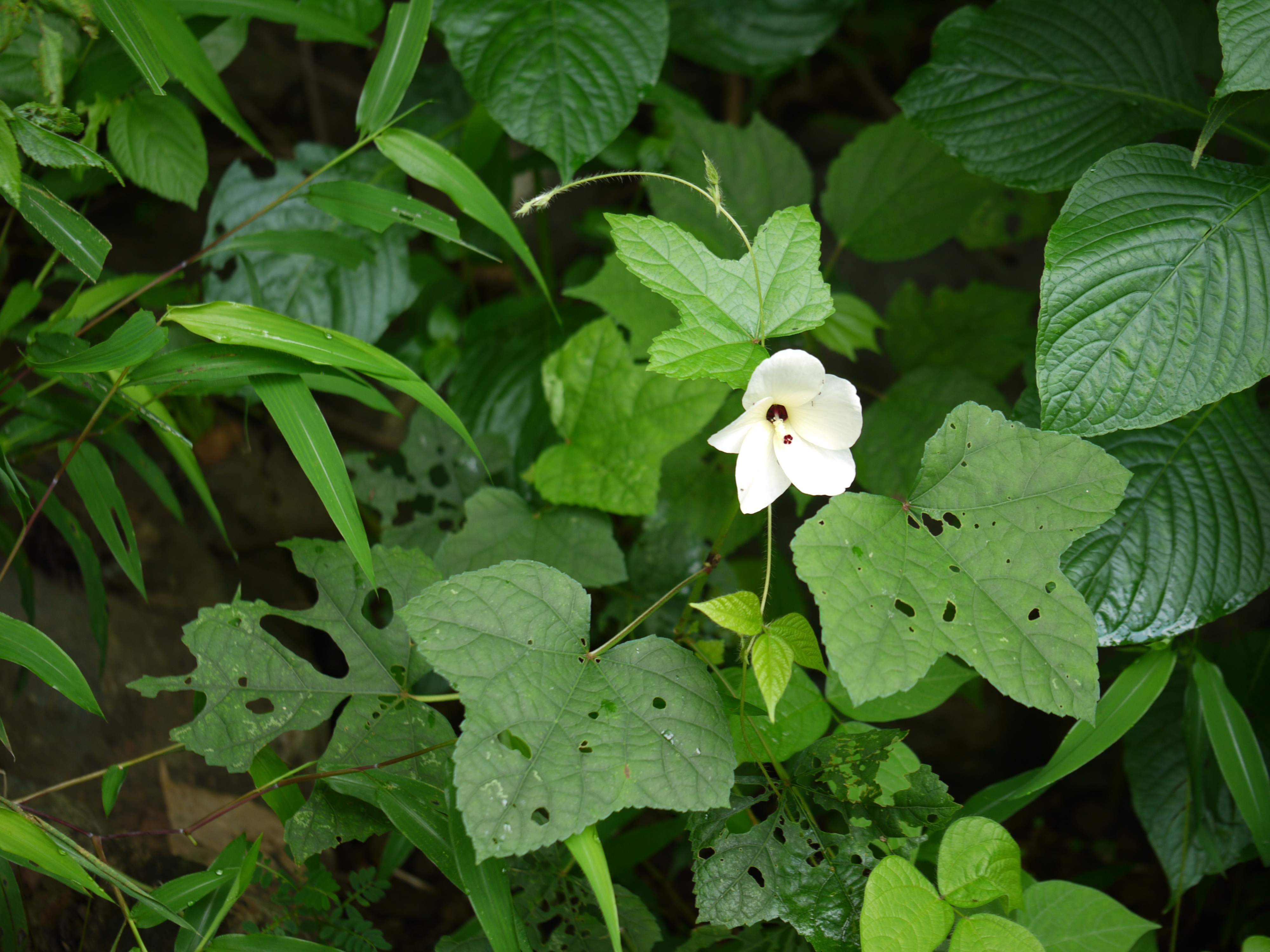
Blätter und Blüte
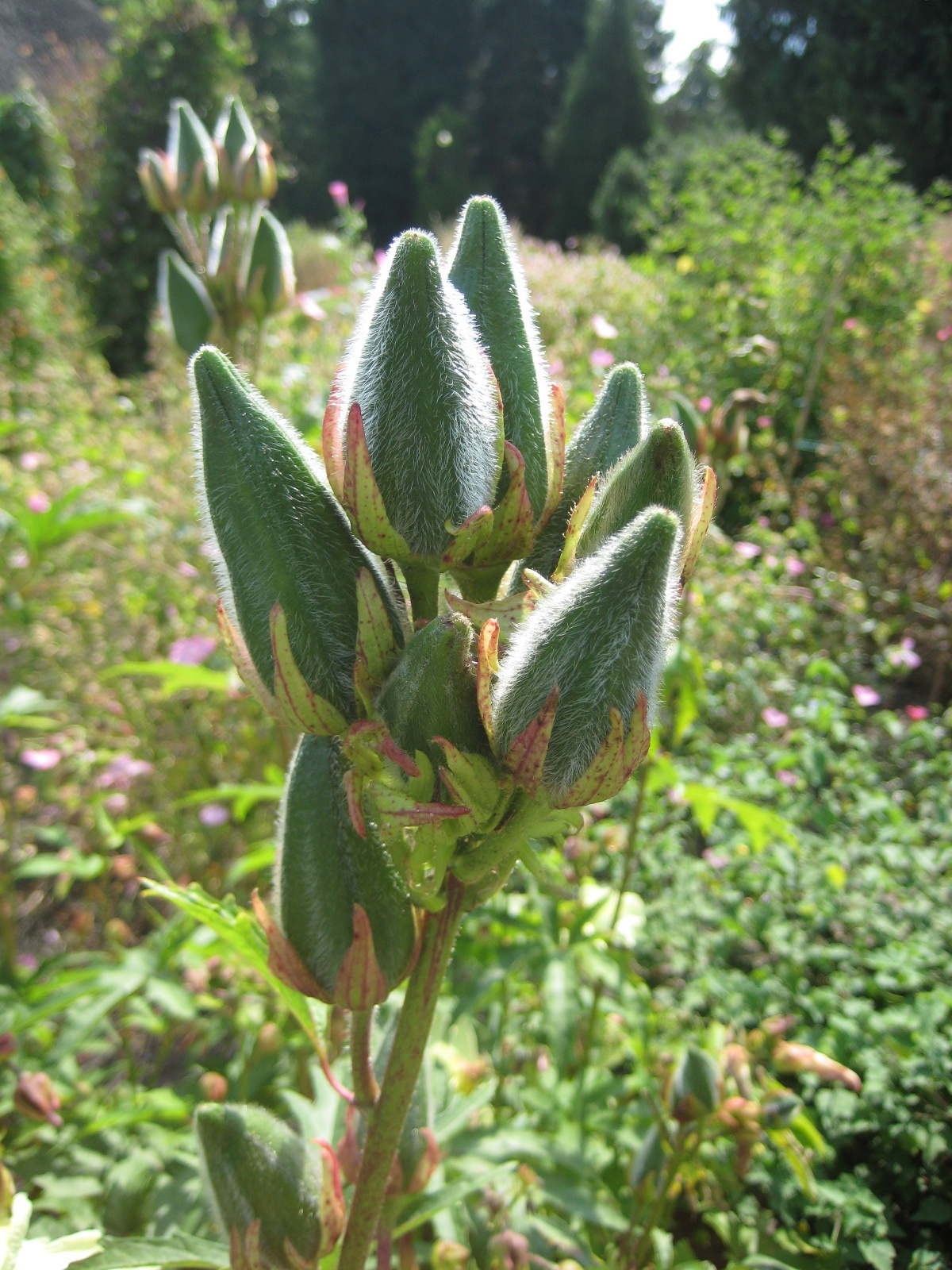
Fruchtstand
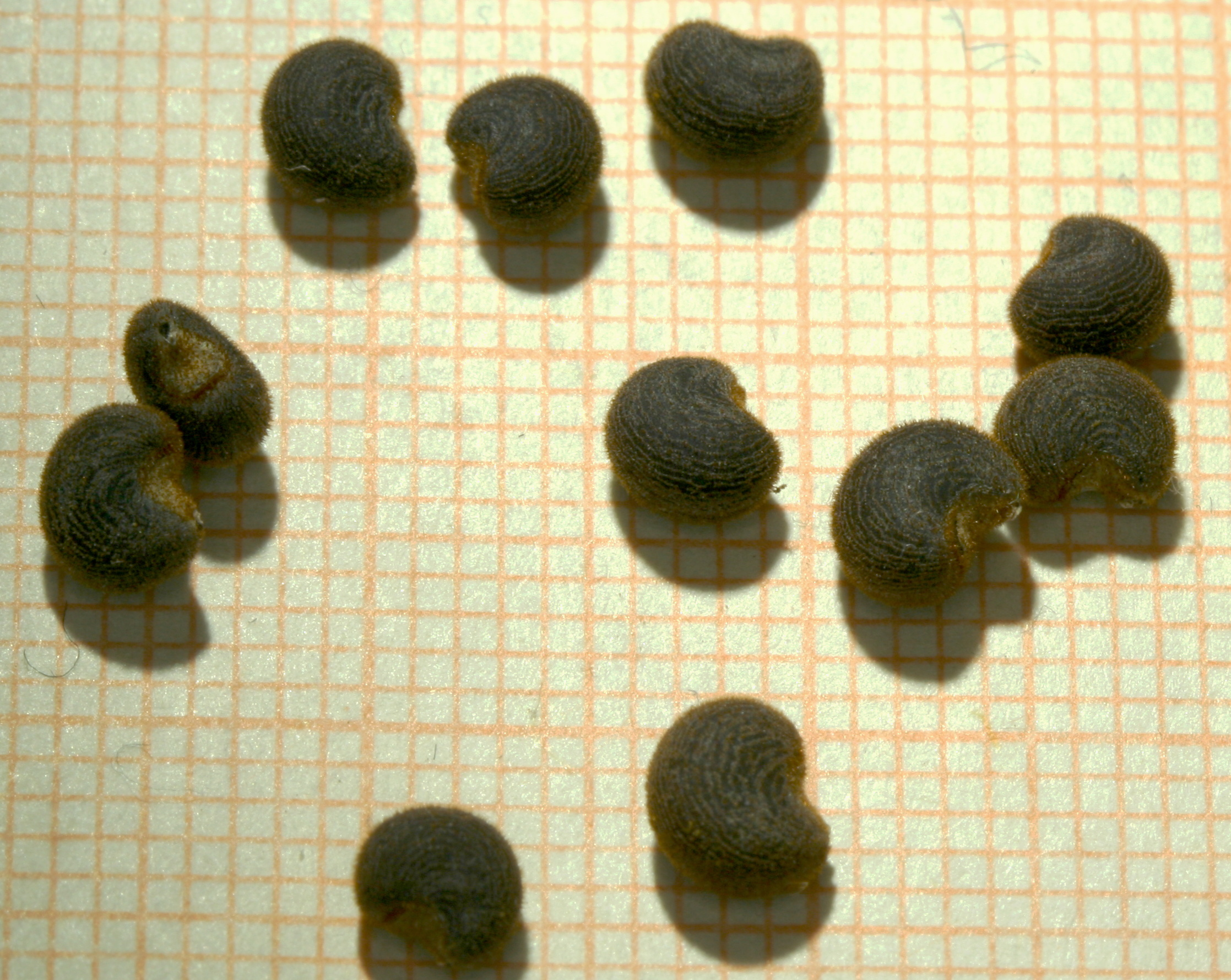
Samen

## Nutzung
In Mitteleuropa wird der Maniok-Bisameibisch selten als Zierpflanze für Sommerrabatten genutzt. In Ost- und Südost-Asien wird die Art als Gemüse-, Faser- und Heilpflanze angebaut. Sie wird einjährig kultiviert.